# Connie Carpenter
Helen Constance „Connie” Carpenter-Phinney (ur. 26 lutego 1957 w Madison) – amerykańska kolarka torowa i szosowa oraz panczenistka, złota medalistka olimpijska oraz pięciokrotna medalistka mistrzostw świata.

## Kariera
Na początku sportowej kariery Connie Carpenter uprawiała łyżwiarstwo szybkie. Już w 1972 roku wystartowała na mistrzostwach świata w wieloboju sprinterskim w Eskilstunie, gdzie zajęła siódme miejsce. W tym samym roku była również siódma w wyścigu na 1500 m podczas zimowych igrzysk olimpijskich w Sapporo. Na łyżwiarskich mistrzostwach świata wystąpiła jeszcze dwukrotnie: na MŚ w Oslo (1973) była siedemnasta, a na MŚ w Innsbrucku (1974) uplasowała się dwie pozycje wyżej.
Jej pierwszym kolarskim sukcesem było zdobycie złotego medalu w indywidualnym wyścigu na dochodzenie w 1976 roku. W tym samym roku została również mistrzynią kraju w szosowym wyścigu ze startu wspólnego. Rok później zdobyła srebrny medal w tej samej konkurencji na szosowych mistrzostwach świata w San Cristóbal, gdzie wyprzedziła ją tylko Francuzka Josiane Bost. Podczas szosowych mistrzostw świata w Pradze w 1981 roku była trzecia, ulegając jedynie Ute Enzenauer z RFN i Jeannie Longo z Francji. W wyścigu ze startu wspólnego Amerykanka zwyciężyła na igrzyskach olimpijskich w Los Angeles w 1984 roku, wyprzedzając swą rodaczkę Rebeccę Twigg i Sandrę Schumacher z RFN. W międzyczasie zdobyła dwa medale w kolarstwie torowym: na mistrzostwach świata w Leicester w 1982 roku była druga w indywidualnym wyścigu na dochodzenie, a na rozgrywanych rok później mistrzostwach w Zurychu zajęła w tej konkurencji trzecie miejsce. Ponadto wielokrotnie zdobywała medale mistrzostw kraju, zarówno w kolarstwie torowym, jak i szosowym.
Jej mąż Davis Phinney i syn Taylor Phinney również byli kolarzami.